# Scythropites
Scythropites é um gênero de mariposa pertencente à família Acrolepiidae.